# Mars 1861

## Événements
- 2 mars :
  - aux États-Unis, le Congrès propose (par vote aux deux tiers de chaque chambre) un amendement à la Constitution, destiné à garantir aux États qu'ils pourront maintenir l'esclavage.
  - l’Espagne intervient en République dominicaine, qui lui est officiellement rattachée (fin en 1863).

- 3 mars[1] : le tsar Alexandre II abolit le servage en Russie. Les 20 millions de serfs des domaines privés sont libérés, avec de nombreuses restrictions : soumission au nouveau cadre de la commune rurale, dépendance temporaire au seigneur jusqu’au rachat des terres concédées (dont la surface s’avère rapidement insuffisante), maintien d’un système de possessions communautaires et de redistribution périodique des terres. Le caractère incomplet de la réforme est dénoncé (Herzen et Ogarev dans le Kolokol, Tchernychevski dans le Contemporain).

- 4 mars : début de la présidence d'Abraham Lincoln. Son discours inaugural appelle à préserver l'union et la paix.

- 9 mars : El Hadj Oumar Tall entre dans Ségou et fait mettre à mort son roi Ali Diara. Il conquiert le royaume bambara de Ségou. Les Bambara poursuivent tout de même la guérilla contre les musulmans jusqu’à la colonisation française.

- 11 mars : les sept premiers États confédérés adoptent leur constitution.

- 17 mars : proclamation du royaume d'Italie.
- 20 mars : le royaume des Deux-Siciles cesse d'exister.

- 28 mars : le Sikkim passe sous protectorat britannique au traité de Tumlong, négocié par Ashley Eden.

## Naissances
- 3 mars : Anatole Baju, journaliste et écrivain français.
- 4 mars : Cyrille Besset, peintre français († 17 décembre 1902).
- 10 mars :
  - Pauline Johnson, poète.
  - Clifford Sifton, homme politique.
- 19 mars : Lomer Gouin, premier ministre du Québec.
- 20 mars : Herménégilde Boulay, homme politique québécois.
- 23 mars : Francis Bourne, cardinal britannique, archevêque de Westminster († 31 décembre 1934).
- 26 mars : Kanzō Uchimura, écrivain et religieux japonais († 28 mars 1930).

## Décès
- 4-5 mars : Ippolito Nievo (° 1831), écrivain italien auteur des confession d’un octogénaire, disparu en mer à bord de l’Ercole.
- 21 mars : Ana María de Huarte y Muñiz Impératrice du Mexique.
- 23 mars : Émile Rainbeaux, dirigeant d'industrie français (° 21 juillet 1804).